# Atopsyche uruguayensis
Atopsyche uruguayensis is een schietmot uit de familie Hydrobiosidae. De soort komt voor in het Neotropisch gebied.